# Dawson (Minnesota)
Pour les articles homonymes, voir Dawson.
Dawson est une ville américaine située dans le comté de Lac qui Parle, dans le Minnesota. Selon le recensement de 2020, sa population est de 1 378 habitants.